# 海崖 (加利福尼亞州)
海崖（英語：Sea Cliff）是位於美國加利福尼亞州文圖拉縣的一個非建制地區。該地的面積和人口皆未知。

## 地理
海崖的座標為34°20′40″N 119°25′05″W / 34.34444°N 119.41806°W，而該地的平均海拔高度為3米（即10英尺）。